# Barkkvastmossa
Barkkvastmossa (Dicranum viride) är en bladmossart som beskrevs av Lindberg 1863. Barkkvastmossa ingår i släktet kvastmossor, och familjen Dicranaceae. Enligt den finländska rödlistan är arten starkt hotad i Finland. Enligt den svenska rödlistan är arten starkt hotad i Sverige. Arten förekommer i Götaland, Gotland, Svealand och Nedre Norrland. Artens livsmiljö är naturlundskogar. Inga underarter finns listade i Catalogue of Life.

## Bildgalleri

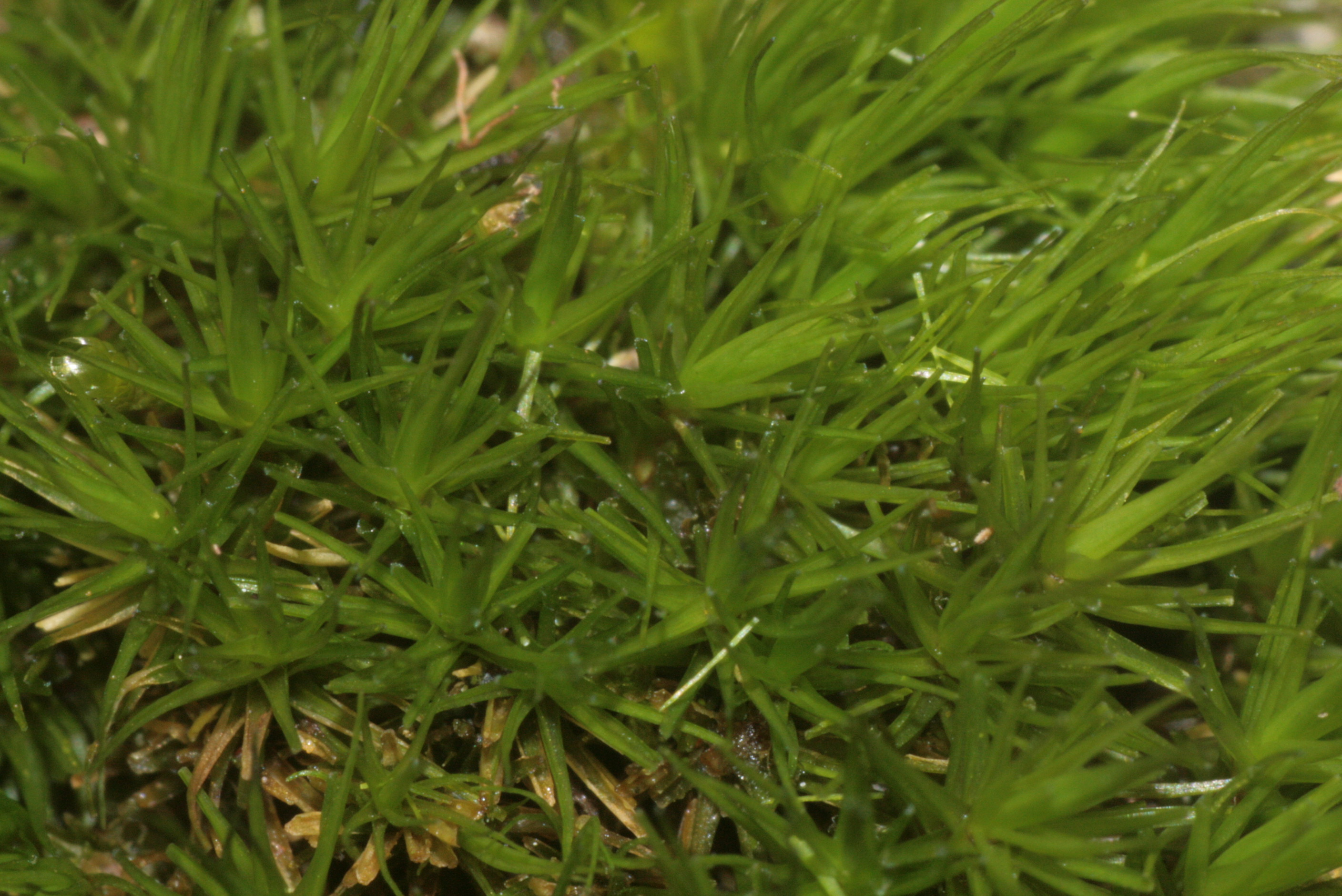
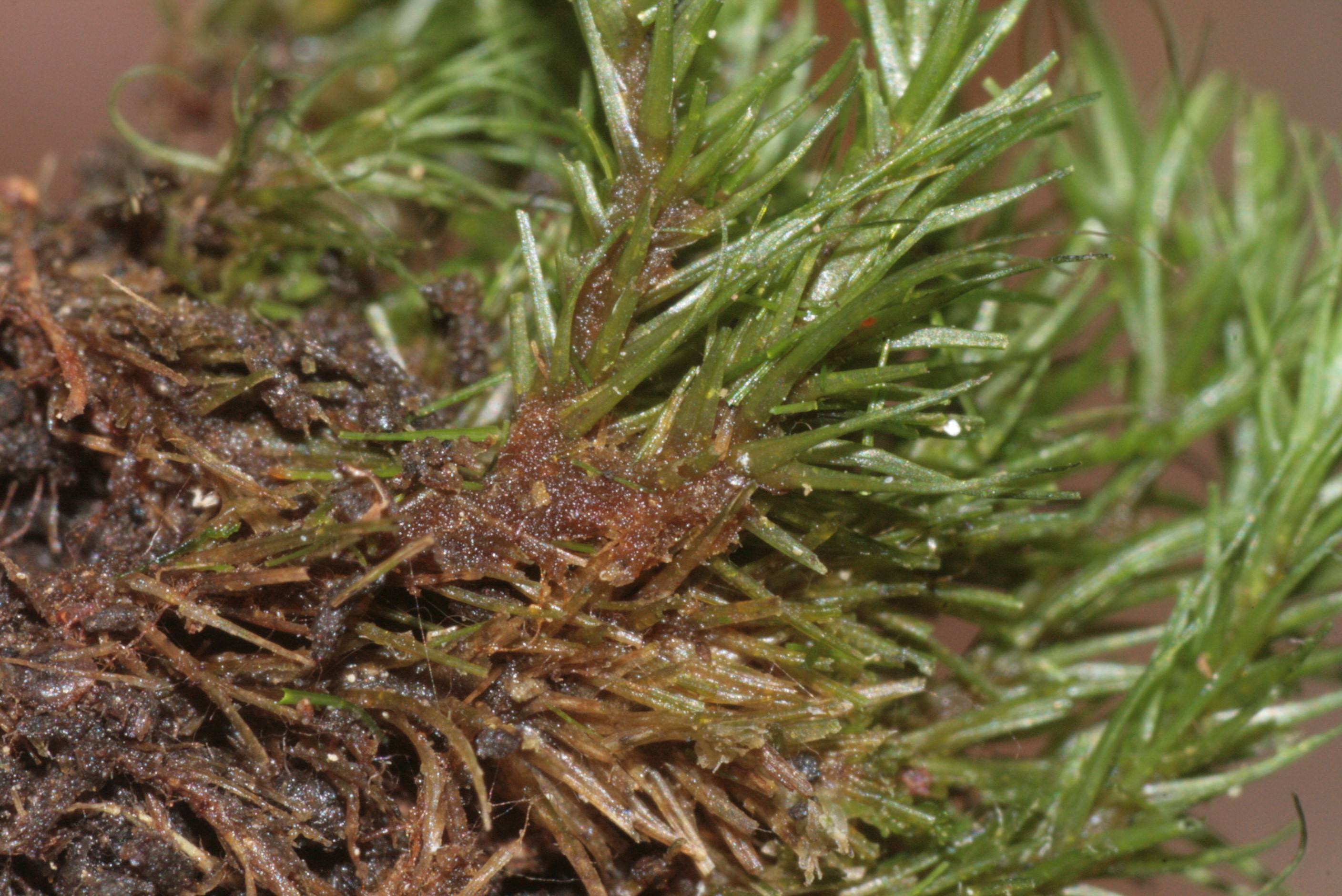
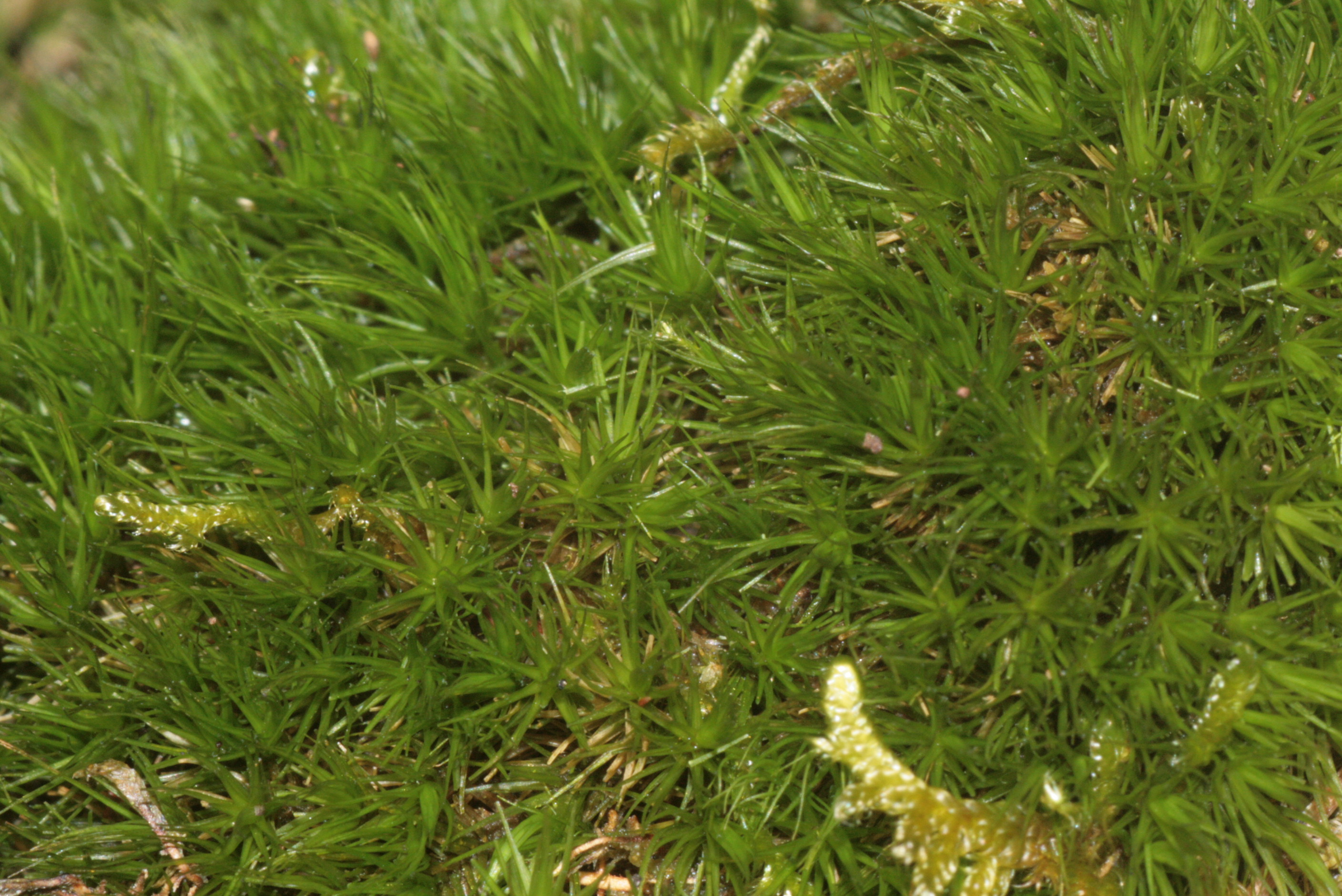
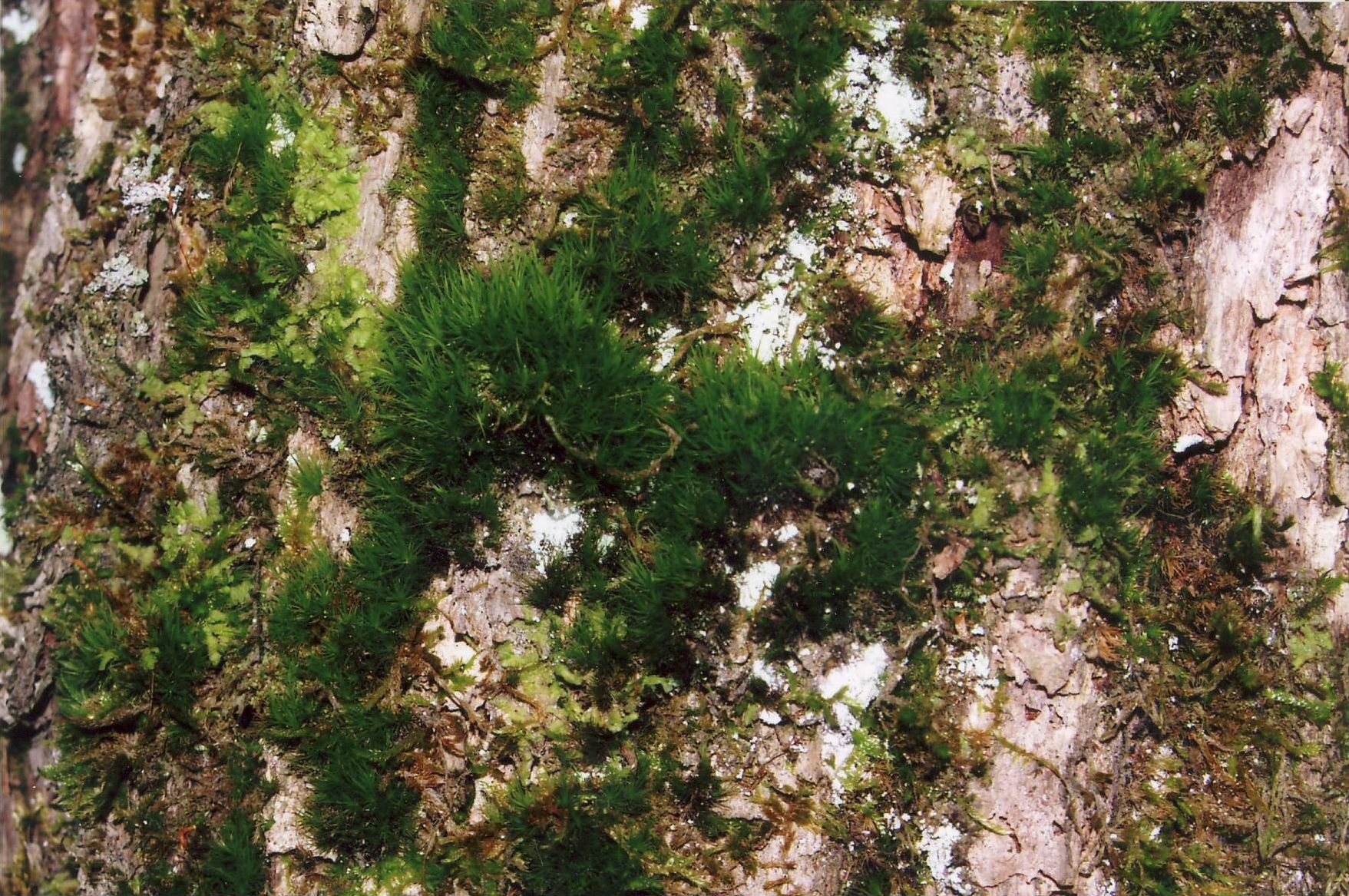
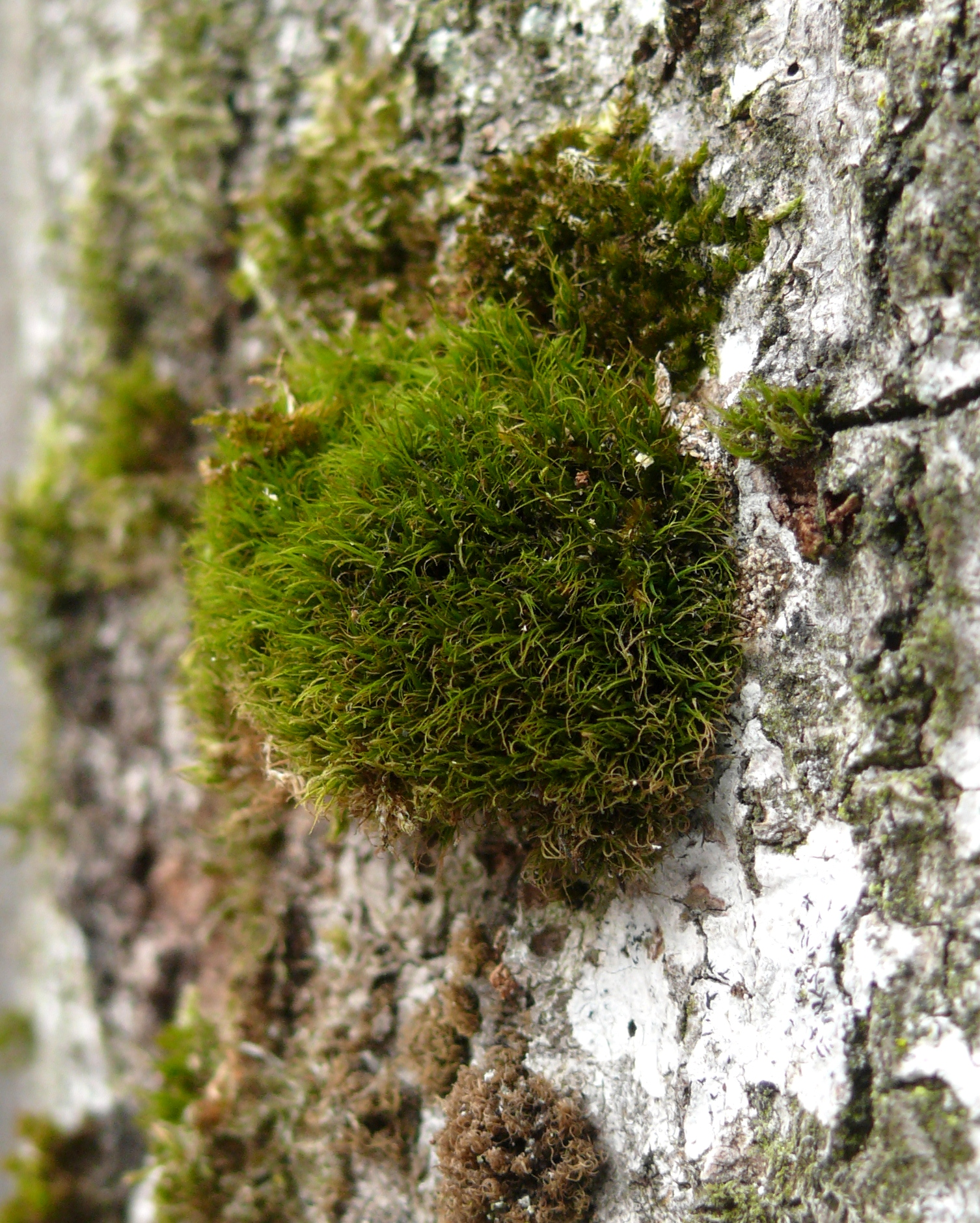
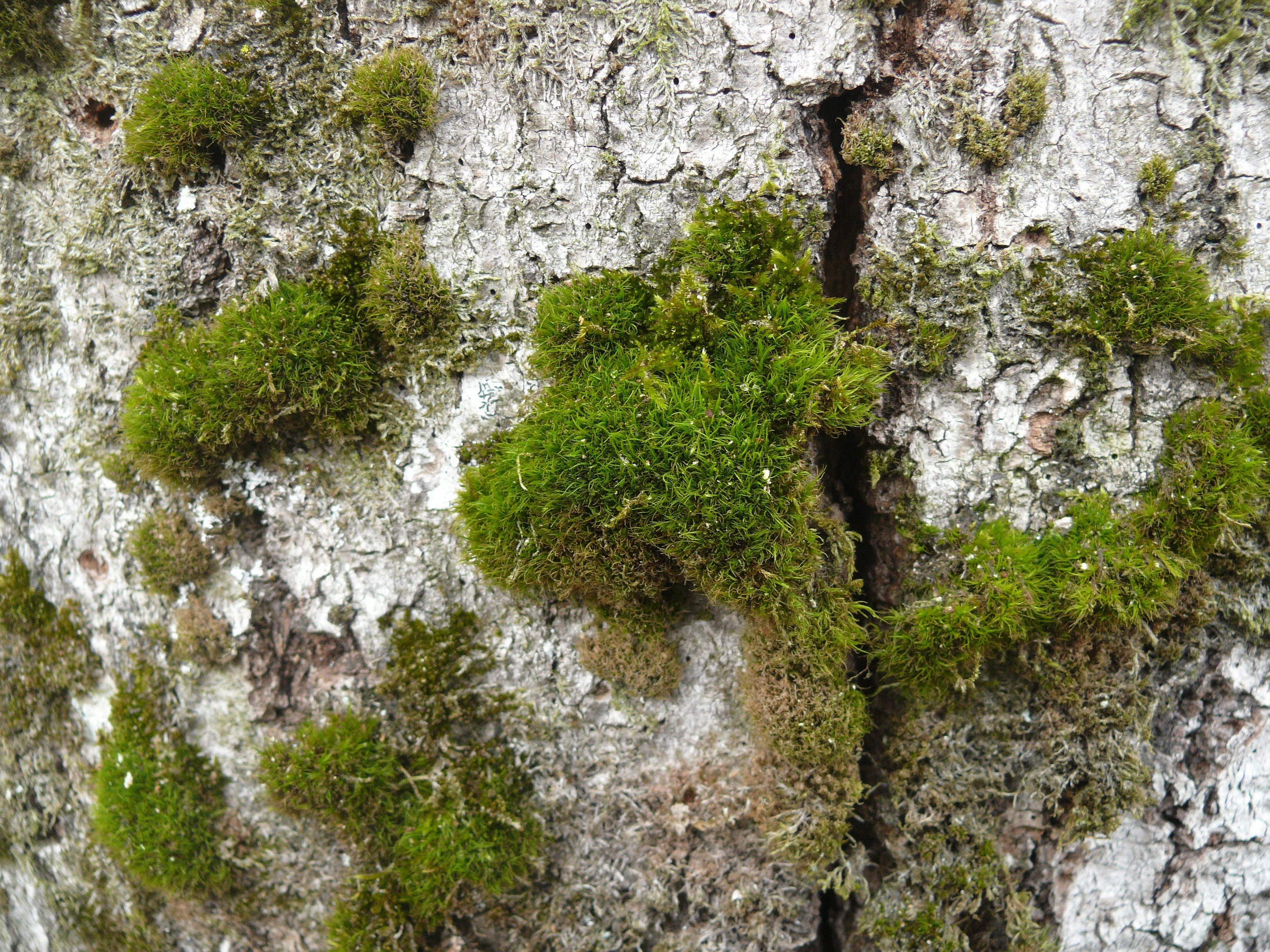